# Lemniscomys barbarus
Il topo dei prati striato berbero (Lemniscomys barbarus  Linnaeus, 1766) è un roditore della famiglia dei Muridi diffuso nell'Africa nord-orientale.

## Descrizione

### Dimensioni
Roditore di piccole dimensioni, con la lunghezza della testa e del corpo tra 98 e 118 mm, la lunghezza della coda tra 95 e 118 mm, la lunghezza del piede tra 22 e 25 mm, la lunghezza delle orecchie tra 12,0 e 15 mm e un peso fino a 41 g.

### Aspetto
La pelliccia è corta e ruvida. Le parti dorsali sono bruno-giallastre, con una sottile striscia dorsale scura e sei o sette strisce continue giallo-brunastre o giallastre su ogni fianco, mentre le parti ventrali sono bianche. La linea di demarcazione lungo i fianchi è netta e giallastra. La testa è stretta ed il muso appuntito, le orecchie sono grandi, arrotondate e rivestite di corti peli rossicci. Il dorso delle zampe varia dal rossiccio al giallastro, quelle anteriori hanno soltanto tre dita funzionali. La coda è più lunga della testa e del corpo, è cosparsa di pochi peli, nerastra sopra e più chiara sotto. Le femmine hanno due paia di mammelle pettorali e due addominali. Il cariotipo è 2n=54 FN=58.

## Biologia

### Comportamento
È una specie terricola, dove costruisce tane complesse con 2-3 camere sotto cespugli e con disponibilità di cibo. Individui in cattività sono più attivi prima e durante il tramonto e appena dopo l'alba, con un terzo picco più lieve di attività a mezzanotte. Nei periodi più freddi l'attività diminuisce, specialmente quella notturna.

### Alimentazione
Si nutre di parti vegetali, foglie di Asphodelus microcarpus, le quali contengono alte quantità d'acqua, sono state trovate nelle tane durante le stagioni più secche.

### Riproduzione
Femmine gravide sono state osservate in Tunisia nei mesi di maggio, giugno e settembre. Danno alla luce 3-11 piccoli alla volta.

## Distribuzione ed Habitat
Questa specie è diffusa lungo le coste del Marocco, Algeria e Tunisia.
Vive negli arbusteti e boschi mediterranei fino a 1.000 metri di altitudine. Si trova spesso anche in zone agricole.

## Conservazione
La IUCN Red List, considerato che la popolazione fluttua notevolmente negli anni e che viene spesso allevata, classifica L.barbarus come specie a rischio minimo (Least Concern).